# Johan Filips III van Salm-Dhaun
Johan Filips III (Hochstetten-Dhaun, 20 januari 1724 - 13 september 1742) was van 1733 tot zijn dood graaf van Salm-Dhaun. Hij was de zoon van graaf Karel van Salm-Dhaun en Louise van Nassau-Ottweiler.
Johan Philip is nooit getrouwd geweest in zijn achttienjarige leven. Na zijn dood kwam het graafschap toe aan zijn oom Christiaan Otto, de broer van Karel, omdat deze laatste geen verdere (levende) mannelijke nakomelingen had.